# DonSharp De Batoro
Don Sharp de Batoro, de son vrai nom Seydou Batoro, est un artiste slameur burkinabè, né le 3 mars 1977 à Yamoussoukro en Côte d’Ivoire. Il est le Kundé d’or 2021.

## Biographie
Don Sharp de Batoro évolue dans le style musical : art oratoire, Slam, tradi-moderne et chant. Il commence sa carrière en Côte d’Ivoire par le rap dès la classe de 4e. Après son obtention du baccalauréat en 2001, il rentre au Burkina Faso  pour poursuivre ses études universitaires. Il allie études et musique. Employé dans une société commerciale, il fait des économies dans l’espoir de produire son premier album. Le ‘’PP’’ dans le ‘’B’’, le titre de son premier single qui valorise la parenté à plaisanterie. En 2008, Don Sharp est lauréat du concours tiercé gagnant récompensant les meilleures chansons d’inspiration traditionnelle au Burkina. Il est aussi le Kundé d’or 2021,,.

## Discographie
- 2020 : Soundjata
- 2018 : Je viens de là[6]
- 2016 : Voici l’Afrique
- 2014 : Africa Téré
- 2011 : L’Afrique vous parle[7]
- 2008 : PP dans B

## Featuring
- 2014 : Africa Téré avec Soum Bill[8]
- 2016 : King Mensah

## Distinctions
- Kundé d’or 2021
- Kundé du meilleur clip vidéo[9]
- Tiercé gagnant